# 庫布拉特
庫布拉特是保加利亞北部拉茲格勒州庫布拉特市鎮的城镇及行政中心。這裡的主要居民是保加利亞人和土耳其人。歷史上曾由奧斯曼帝國統治。
這地方名稱來自老大保加利亞的庫布拉特汗。

## 外部連結
- 庫布拉特市鎮官方网站 （页面存档备份，存于） （保加利亚文） （英文）